# Историја Војске Црне Горе

## Војна уредба из 1871.
Посебном уредбом од јануара 1871. године, црногорска војска доживјела је своје формацијско преустројство. Формиране су бригаде и батаљони на племенској основи. Племена су образовала бригаде, а села чете. Више чета чинило је батаљон. Чета је бројала 100 војника и дијелила се на 4 вода, а сваки вод на 2 полувода. Бригадама су командовали командири – команднти бригаде, батаљонима командири – команданти батаљона, четама официри, а водовима и полуводовима десечари и војници. Тако је црногорска војска сада имала 6 бригада, 23 батаљона редовне војске, 6 батаљона гарде и једну батерију брдских топова. Бригаде су биле: Катунска, Херцеговачка, Бјелопавлићка, Пиперско – Братоножићко – Ровачка, Морачко – Васојевићка и Ријечко – Црмничка. Све бригаде имале су по четири батаљона, осим Пиперско – Братонижићко – Ровачке, која је бројила три батаљона. Свака бригада давала је по један батаљон од 500 људи за гарду, која је чинила седму бригаду црногорске војске. Истом уредбом предвиђена је и служба војне интендатуре, а у њу су укључени мушкарци неспособни за оперативно војно дјеловање, као и недорасли младићи. Формирана је војна музика, која је осим прекида од 1879. до 1889, функционисала до краја постојања црногорске државе.

## 1879—1912.
После војних успеха у ратовима 1876—1878. током којих је Кнежевина (ориг. Књажевина) Црна Гора увећана за велику територију, на северу од реке Таре до на југу Јадранског мора (ослобођени градови Подгорица, Никшић, Колашин, Бар и Улцињ), 1880. се приступило реогранизацији Црногорске војске. Свака је црногорска капетанија оформила свој резервни батаљон, а било их је 42 укупно. Од 1881. су обновљене редовне војне вежбе.

### Команда
Врховни је командант Црногорске војске био монарх, кнез / краљ Никола I Петровић. За оперативно командовање, организовање и финансијску подршку Црногорске војске је било задужено Министарство војно, ресор Владе (ориг. Министарски савет) Кнежевине / Краљевине Црне Горе (види Министарски савјет). Генералштаб Црногорске војске је био део Министарства војног.

### Официрско и подофицирско образовање
1882. упућени су првих 14 Црногораца на официрске школе, посебно у Италију и Русију. До 1886. официрско образовање завршило њих је 10 и то су били први школовани официри у црногорској ратничкој историји. Од тога су периода ови црногорски официри држали курсеве у Подгорици, Никшићу и Цетињу.
Септембар 1895. у Подгорици је отворена прва стална пјешачке подофицирска школа а први подофицири су носили чин десечар. Крајем 1896. на Цетињу је почела са радом артиљеријска официрска школа - прва црногорска официрска школа.
Септембра 1896. регрутована је прва, стална, радно јединица Црногорске војске.

### Формација
Од 1906. Црногорска војска је добила прве систематизоране прописе, а Закон о организацији војске је усвојен 1910. године. Према њима, устројене су пјешадија и артиљерија, потом два специјализована рода (извиднички и пионирски), те помоћни родови (болничара, особље војних радионица, војно-судско особље, жандармерија и старатељи).
Од оснивања 1869. унутрашњи црногорски (прво брзојавни) телекомуникациони систем, као виталан за проток војно-одбрамбених информација, био је у надлежности Министарства војног (види: Црногорски телеграм).
Од 1913. Црногорска жандармерија је била посебна војно-полицијска јединица.
Сви Црногорци између 18 до 62 године су били војни обвезници. Регрутовање се обављало три пута годишње а новац су у доба мира морали да имају најмање 25 година.
Територија црногорске краљевине је био до 1912. подељен на четири дивизијске области (Цетињску, Подгоричка, Никшићка и Колашинску), 11 бригадних области, 52 батаљунска округа, те 322 четна подручја.
Дивизије су биле састављене од 2-3 пешадијске бригаде. Свака је дивизијска команда располагала са по три артиљеријске батерије. Уочи Првог балканског рата Краљевина Црна Гора је постројила 55.000 војника.
После ратова 1912.-1913. устројене су и дивизије у Пљевљима и Пећи.

### Чинови
Црногорски официрски чинови су били: 
- потпоручник
- поручник
- капетан
- командир (српски капетана)
- бригадир
- дивизијар (дивизијски генерал, од 1910).

Почасног карактера су биле старе црногорске командне титуле Сердар и војвода.
Подофицирски чинови су били: 
- десечар
- донаредник
- наредник

### Наоружање
Одмах након 1878. црногорска држава је купила 20.000 пушака модел Werndl 1867 а 1880. 6 тешких и 18 брдских топова. 30.000 пушака модела Berdan је набављено 1895. а 1898. је Добављено још 30.000 првокласних руских пушке Мосин-Нагант, петометки, калибра 7,62 mm, које су Црногорци радо користили и назвали је „московкама“.
Црногорска војска је имала око 120 топова, но употреба црногорске артиљерије је била ограничена превеликим бројем оруђа различитих калибар што је отежавало њихово одржавање и набавку пројектила.

## 1912—1918.
Војска Црне Горе из 1918. била је много већа него данашња. За вријеме Првог светског рата Црна Гора је имала војску од 50.000 војника. Врховни командант је био краљ Никола , док је начелник Генералштаба био Божидар Јанковић.

### Јединице
- Пљеваљска дивизија

На челу пљеваљске дивизије је био бригадир Лука Гојнић. Дивизија је била састављена од 10 батаљона. Имала је око 6.000 војника. Патролирала је предјелом источно од Пљеваља.
- Херцеговачка дивизија

Командир Херцеговачке дивизије је био сердар Јанко Вукотић. Била је састављена од 15 батаљона. Имала је око 15.000 војника. Патролирала је границом са Херцеговином.
- Ловћенска дивизија

На челу Ловћенске дивизије је био дивизијар Митар Мартиновић. Била је састављена од 18 батаљона. Имала је око 8.000 војника. Патролирала је дијеловима око Ловћена и Сутормана.
- дивизија Стара Србија

На челу Стара Србија дивизије био је бригадир Радомир Вешовић. Била је састављена од 13 батаљона. Имала је око 6.000 војника. Обезбјеђивала је границу са Албанијом.